# Baldwin II z Le Bourg
Baldwin z Le Bourg, przez większą część życia nazywany Baldwinem II z Edessy (zm. 21 sierpnia 1131 w Jerozolimie) – lotaryński rycerz, uczestnik I wyprawy krzyżowej, hrabia Edessy (1100–1118) i król Jerozolimy (1118–1131). Kuzyn Baldwina z Boulogne, po którym odziedziczył oba te stanowiska. Z racji bycia suzerenem wszystkich państw łacińskich na Bliskim Wschodzie dwukrotnie sprawował funkcję regenta Księstwa Antiochii (1119–1126, 1130–1131) i jednokrotnie – regenta Hrabstwa Edessy (1122–1123). Jedna z czołowych postaci w historii krucjat.
Okres panowania Baldwina II to przede wszystkim czas częstych wojen z sąsiednimi państwami muzułmańskimi, jednak dzięki dużym umiejętnościom militarnym i spektakularnym zwycięstwom (m.in. w bitwie pod Azazem) zdołał on zapewnić integralność terytorialną wpierw Hrabstwa Edessy (którego posiadłości znacznie rozszerzył), a następnie Królestwa Jerozolimy oraz Księstwa Antiochii, gdzie przez pewien czas sprawował rządy regencyjne. Jego głównym celem w polityce zagranicznej było pokonanie tureckiej dynastii Artukidów, władającej północno-wschodnią Syrią i południową Kapadocją, co po pięciu wojnach (1119, 1120–1121, 1121, 1122, 1125) w znacznym stopniu mu się udało, lecz paradoksalnie przyczyniło się też do wzrostu potęgi Sułtanatu Seldżuckiego. Innym ważnym przeciwnikiem Baldwina był niezależny Emirat Damasceński, rządzony przez dynastię Burydów, którego wpływy zdołał on skutecznie ograniczyć. Choć przez większą część swojego panowania Baldwin przebywał poza granicami państwa, tocząc boje z Turkami na północy, dokonał kilku istotnych rzeczy w zakresie polityki wewnętrznej królestwa, regulując stosunki z Kościołem, zwołując Radę w Nabulusie i sprowadzając do Outremeru zakony rycerskie Templariuszy i Joannitów, którym nadał liczne przywileje, wykorzystując ich potencjał militarny do zabezpieczenia granic królestwa. Za jego panowania łacinnicy zdołali również zdobyć Tyr (1124).
Najważniejsze bitwy, w których brał udział Baldwin za czasów swego panowania w Edessie i Jerozolimie to: oblężenie Sarudżu (1101), bitwa pod Harranem (1104), I bitwa pod Manbidżem (1108), oblężenie Trypolisu (1109), bitwa pod Sarmin (1115), bitwa pod Hab (1119), bitwa pod Azazem (1125) i bitwa pod Tall asz-Szakhabem (1126).

## Wywód przodków
| 4. Manasses III z Rethel |  |                          |  |  |                       |
|                          |  | 2. Hugon I z Rethel      |  |  |                       |
| 5. Ida z Boulogne(?)     |  |                          |  |  |                       |
|                          |  |                          |  |  | 1. Baldwin z Le Bourg |
| 6. Gwidon z Montlhéry    |  |                          |  |  |                       |
|                          |  | 3. Melisanda z Montlhéry |  |  |                       |
| 7. Adelajda z Crécy      |  |                          |  |  |                       |
|                          |  |                          |  |  |                       |

## Losy do 1100 roku
Baldwin wywodził się z majętnego rodu Rethel, mającego swe posiadłości na północy Francji. Będąc drugim synem Hugona I, hrabiego Rethel, prawdopodobnie otrzymał od ojca zamek w Le Bourg, którym zarządzał przez nieznany okres. W 1096 roku zdecydował się na udział w I wyprawie krzyżowej, dołączając do armii prowadzonej przez swojego kuzyna Gotfryda z Bouillon. Jako jeden z ważniejszych uczestników krucjaty brał aktywny udział we wszystkich etapach wojny; źródła wspominają o nim przy okazji oblężenia Nicei, bitwy pod Doryleum oraz cylicyjskiej kampanii Baldwina z Boulogne, młodszego brata Gotfryda. Wiosną 1099 roku wraz z Tankredem z Hauteville zdobył Betlejem, a następnie wziął udział m.in. w oblężeniu i zdobyciu Jerozolimy.
Po zakończeniu pierwszej wyprawy krzyżowej przebywał w Antiochii, będąc łącznikiem między panującym tam Boemundem I a swoim kuzynem Baldwinem I, który objął we władanie nowo utworzone Hrabstwo Edessy. Gdy w 1100 roku Boemund I dostał się do tureckiej niewoli, Baldwin z Le Bourg sprawował tam rządy w jego zastępstwie. Nie trwało to długo, bo wkrótce został wezwany do Edessy.

## Hrabia Edessy – 1100–1118

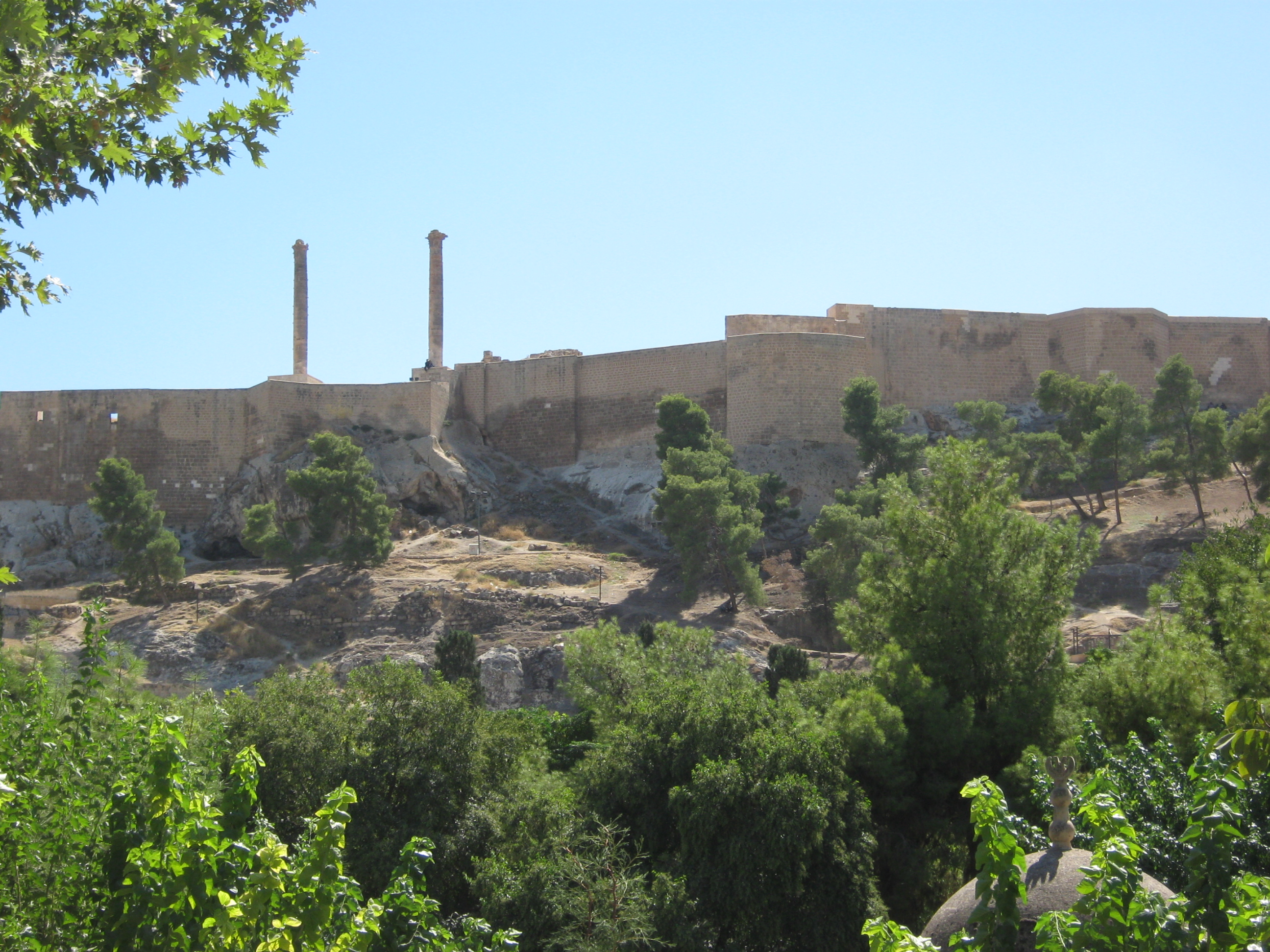
Mury obronne Edessy, w której Baldwin rezydował w latach 1110-1118.

### Polityka wewnętrzna
Jesienią 1100 roku dotychczasowy hrabia Edessy, Baldwin I z Boulogne, wyruszył do Jerozolimy, aby objąć tamtejszy tron po swoim zmarłym bracie Gotfrydzie. Opuszczając Edessę, przekazał całe hrabstwo wraz ze wszystkimi ziemiami Baldwinowi z Le Bourg, będącemu jego najbardziej zaufanym towarzyszem. Odtąd nowy hrabia miał przed sobą trudne zadanie, gdyż były to obszary najbardziej narażone na najazdy groźnych muzułmańskich sąsiadów z powodu braku posiadania jakichkolwiek granic naturalnych. Baldwin rozpoczął swe panowanie od obsadzenia położonych najbardziej na zewnątrz twierdz i miast silnymi garnizonami. Doskwierał mu jednak brak zaufanych ludzi, ponieważ do Edessy, położonej najdalej na wschód, przybywało i osiedlało się najmniej przybyszów z Europy. W tej sytuacji, jako że wśród poddanych hrabstwa przeważała autochtoniczna ludność ormiańska, która wyznając chrześcijaństwo i darząc nieufnością zarówno Turków, jak i Greków, była dla łacinników naturalnym sprzymierzeńcem, Baldwin rozpoczął politykę zmierzającą do utrzymywania z nią jak najlepszych stosunków. W 1101 roku poślubił Ormiankę Morfię, córkę Gabriela, będącego władcą Meliteny, niezależnego państwa armeńskiego sąsiadującego z Hrabstwem Edessy. Żyjąc w dobrych relacjach z ormiańskimi poddanymi, rozpoczął długą edessańską tradycję polegającą na obsadzaniu Ormianami większości ważnych stanowisk w państwie, a także masowym wcielaniu ich do wojska, co praktykowali również jego następcy. Choć faworyzował Kościół katolicki, zdołał zyskać poparcie Apostolskiego Kościoła Ormiańskiego, którego członkami były wszystkie ważne osobistości ormiańskie. Okazywał też życzliwość jakobitom z Syryjskiego Kościoła Ortodoksyjnego.
Dwoma najważniejszymi wasalami hrabiego Edessy byli panowie Turbesselu i Sarudżu, dysponujący znacznymi siłami, których Baldwin traktował niemalże jako równoprawnych sojuszników.
Poważnym problemem był dla Baldwina ciągły brak środków finansowych, a w przeciwieństwie do Antiochii Hrabstwo Edessy było państwem niezamożnym, nie czerpiącym wielkich dochodów z handlu. Znany jest przypadek, gdy w celu zdobycia pieniędzy Baldwin oszukał swego teścia, Gabriela z Meliteny. Skontaktował się z nim i zwierzył mu się, iż pożyczył od swych rycerzy ogromną kwotę trzydziestu tysięcy bizantów z zastrzeżeniem, że w razie niewypłacalności zgoli brodę (cała historia była nieprawdziwa). U Greków i Ormian panował tymczasem powszechny zwyczaj noszenia wśród mężczyzn bujnego zarostu. W obawie, że zięć bez brody narazi go na kompromitację, Gabriel czym prędzej przekazał Baldwinowi pełną sumę na spłatę długu, nakazując mu jednakże przysiąc, iż nigdy więcej nie zastawi swojej brody.
Przychylna polityka wobec ludności ormiańskiej uległa diametralnej zmianie jesienią 1108 roku, gdy na wieść o przegranej przez Baldwina bitwie pod Manbidżem w Edessie zapanowała panika, podsycana plotkami o rzekomej śmierci hrabiego. W kościele św. Jana zebrał się wówczas wiec, na którym ormiańscy dostojnicy zawiązali rząd tymczasowy. Kiedy krótko później do miasta powrócił Baldwin, podejrzewając spisek mający na celu uzyskanie przez lokalnych Ormian niepodległości, wszystkich członków nowego rządu wtrącił do więzień, niektórym każąc wyłupić oczy. Biskup ormiański uszedł bez szwanku tylko dzięki wysokiej grzywnie, jaką zapłacił hrabiemu. Po tych wydarzeniach Baldwin rozpoczął cały proces represji wobec Ormian mieszkających w Hrabstwie Edessy, wielu z nich przesiedlając. Taki sposób prowadzenia polityki spotkał się również z próbami buntu, jak na przykład w roku 1112, kiedy zdemaskowano spisek zawiązany przez Ormian, mający na celu wydanie Edessy muzułmanom, bądź w 1113, gdy ponowna próba spisku z udziałem Ormian zakończyła się karnym wysiedleniem ich w rejony Samosaty (choć w 1114 roku Baldwin pozwolił im powrócić do Edessy).
Bardzo poważne straty przyniósł najazd muzułmanów w 1110 roku, w wyniku którego wszystkie ziemie po wschodniej stronie Eufratu zostały doszczętnie spustoszone. Mając świadomość, iż terytoriów tych niezwykle trudno jest skutecznie bronić przed zakusami sąsiadów, Baldwin podjął wówczas ważną decyzję o przesiedleniu całej tamtejszej ludności chrześcijańskiej na zachodnią stronę Eufratu, na wschodzie pozostawiając jedynie silnie obsadzone garnizony dwóch głównych miast – Edessy i Sarudżu – a także kilku mniejszych zamków. Wieśniacy mający przenieść się do niezagrożonych terenów zgromadzili się w wyznaczonym punkcie, skąd miano ich zabrać przez rzekę za pomocą przygotowanych wcześniej promów. Jednakże na skutek opóźnień, a także przecieków informacji o całym przedsięwzięciu do Turków, nad Eufrat zdążył przybyć atabeg Mosulu Maudud ze swoimi wojskami, który uderzył na bezbronną rzeszę cywilów, wyrzynając wszystkich niemal co do jednego. To wydarzenie ogromnie osłabiło fundamenty łacińskiego panowania w Osroene i wokół Edessy. Od tego momentu chrześcijanie trzymali te tereny w swym posiadaniu wyłącznie dzięki licznym garnizonom rozlokowanym na wschód od Eufratu.
Zimą 1112 roku doszło do konfliktu między Baldwinem a jego najważniejszym wasalem, panem Turbesselu Joscelinem z Courtenay. Przyczyny waśni są nieznane, choć mogło dojść do niej z zazdrości hrabiego, którego domena, położona na wschód od Eufratu i całkowicie spustoszona, cierpiała na ciągły brak pieniędzy, w przeciwieństwie do Turbesselu, który dzięki dobremu umiejscowieniu czerpał znaczne korzyści z handlu oraz nie był narażony na tak częste ataki sąsiadów. Pod oficjalnym pretekstem zaniedbań względem seniora, Baldwin zmusił Joscelina do opuszczenia Hrabstwa Edessy. Niedoszły władca Turbesselu w następnym roku udał się do Palestyny, gdzie otrzymał od króla Jerozolimy księstwo Galilei.

### Wojny z sąsiadami

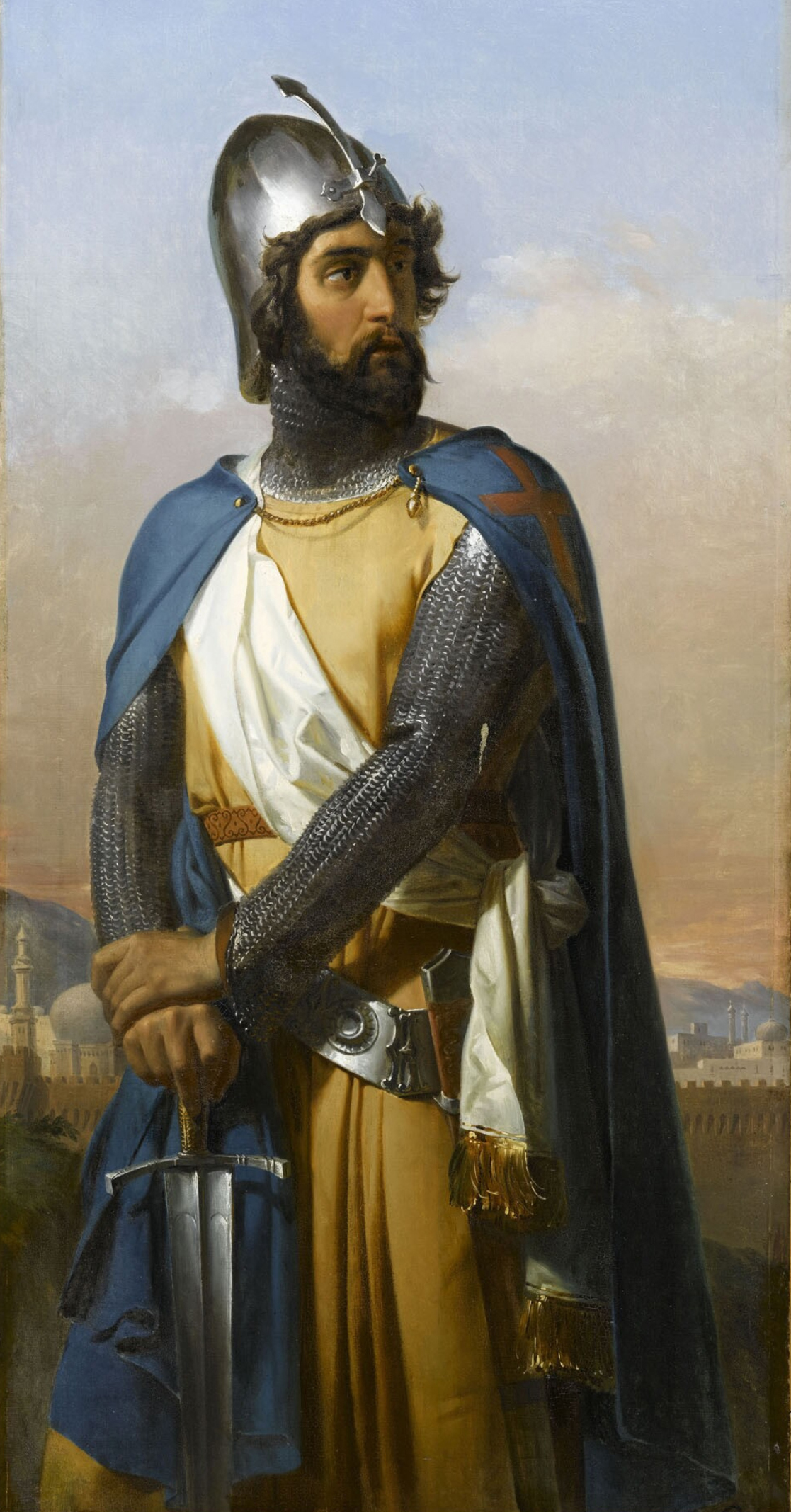
Tankred z Hauteville, bratanek Boemunda I, sprawujący rządy regencyjne w Księstwie Antiochii wielokrotnie popadał w konflikt z Baldwinem, ówczesnym hrabią Edessy.

Na początku swego panowania, w 1101 roku Baldwin musiał odeprzeć inwazję Artukidów z Mardinu. Sukman Ibn Artuk, dawny władca Sarudżu, odebranego mu przez Baldwina I z Boulogne, postanowił odzyskać swoje dawne ziemie i wyruszył wraz z armią, by je odbić. Miastem tym zarządzał obecnie wasal hrabiego Edessy, Fulko z Chartres. Doszło do oblężenia Sarudżu przez Turków. Baldwin natychmiast pospieszył z nielicznymi siłami, jakie zdążył zebrać w tak krótkim czasie, na odsiecz Fulkowi, lecz przegrał bitwę z Sukmanem, w wyniku której Fulko poległ, a Sarudż został zajęty przez muzułmanów. Cytadela miejska nadal jednak skutecznie się broniła, dowodzona przez łacińskiego arcybiskupa Edessy Benedykta. Baldwin, który szczęśliwie uszedł z bitwy z życiem, pospieszył do Antiochii, gdzie zwerbował wojska najemne. Następnie powrócił pod Sarudż i ponownie wydał Sukmanowi bitwę, którą tym razem zwyciężył, wypierając Turków ze swoich ziem. Dzięki temu zwycięstwu Baldwin zdołał zachować integralność terytorialną niedawno powstałego Hrabstwa Edessy, co stanowiło krok milowy na drodze do umocnienia pozycji tego państwa.
Po tym, jak w 1102 roku zmarł ważny wódz turecki Kurbugha, na ziemiach podległej mu dotychczas Al-Dżaziry rozgorzały wśród muzułmanów walki o przejęcie po nim schedy. W 1103 wywiązała się wojna pomiędzy sułtanem seldżuckim Barkijarukiem a jego braćmi Sandżarem i Mohammadem Taparem. Wykorzystując ten konflikt między politycznymi przeciwnikami, Baldwin przeprowadził całą serię najazdów na Al-Dżazirę i panującą nad tymi terenami strategiczną twierdzę Harran, której zdobycie stało się dla hrabiego Edessy priorytetem.
Widząc zagrożenie ze strony łacinników, Sukman Ibn Artuk oraz następca Kurbughi na stanowisku atabega Mosulu Dżikirmisz, zawarli sojusz wymierzony przeciwko Edessie. W marcu 1104 ich połączone siły wyruszyły, by zdobyć to miasto. Otrzymawszy wieści o planowanej inwazji na jego hrabstwo, Baldwin postanowił wykorzystać tę sytuację do przeprowadzenia błyskawicznego, zaskakującego ataku na Harran w celu ostatecznego zdobycia tej twierdzy, nim Sukman i Dżikirmisz zdążą zareagować. Porozumiał się z Boemundem, który dołączył do niego wraz z armią antiocheńską. Połączone wojska ruszyły do Al-Dżaziry i przystąpiły do oblężenia Harranu. Zaskoczony garnizon był skłonny do szybkiej kapitulacji, lecz łacinnicy ostatecznie nie zdołali zająć miasta, gdyż wybuchła między nimi kłótnia o to, kto z dowódców – Baldwin czy Boemund – powinien jako pierwszy zatknąć swoją chorągiew na murach twierdzy. W tym czasie powróciła armia Sukmana i Dżikirmisza, zaskakując chrześcijan i 7 maja 1104 wydając im bitwę.
Druzgocąca klęska, jaką ponieśli łacinnicy była dotkliwym ciosem dla ograniczonego potencjału militarnego Hrabstwa Edessy. Choć armia antiocheńska wyszła z batalii całkowicie bez szwanku, wojska Baldwina zostały rozbite, a on sam dostał się do kilkuletniej niewoli u Sukmana.
Bezpośrednio po bitwie doszło do odnowienia waśni pomiędzy wodzami tureckimi. Zazdrosny o łupy zdobyte przez Sukmana, Dżikirmisz napadł na niego, przy okazji uprowadzając Baldwina, za którego miał nadzieję uzyskać wysoki okup. W tym samym czasie rządy regencyjne w Edessie objął Tankred i przygotował hrabstwo do obrony. Sukman postanowił zrezygnować z dalszych działań zbrojnych i wycofał się do Mardinu, natomiast Dżikirmisz w maju 1104 ze wszystkimi swymi siłami wyruszył na podbój Edessy.
Garnizon miasta pod dowództwem Tankreda, a także przy pomocy wojsk antiocheńskich Boemunda, zdołał odeprzeć napastników i rozgromić ich armię. Łacinnicy zdobyli bogate łupy, w tym wysoko urodzoną księżniczkę seldżucką z dworu emira. Dżikirmisz tak bardzo pragnął ją odzyskać, że zaoferował się wymienić ją za Baldwina oraz innych dostojników edessańskich pozostających w niewoli. Jednakże zarówno Tankredowi, jak i Boemundowi bardziej zależało na pieniądzach, dlatego zamiast uwolnić Baldwina, zadowolili się znaczną sumą pieniędzy, tymczasem hrabia pozostał w niewoli u Turków. Wszystko to odbyło się mimo usilnych nacisków króla Jerozolimy Baldwina I z Boulogne, nalegającego na wymienienie swego kuzyna za księżniczkę.
Do kolejnej bezpośredniej wojny z muzułmanami doszło dopiero sześć lat później, gdy wiosną 1110 roku przeciwko Edessie wyruszyły połączone armie sąsiadów tureckich – Artukidów pod wodzą księcia Ilghaziego, Mosulu pod nowym atabegiem Maududem oraz Majjafarikinu pod panowaniem Sukmana I el-Kutbiego. Na wieść o tym Baldwin (w tym czasie już wykupiony z niewoli) wysłał Joscelina do Jerozolimy, by prosić króla o natychmiastowe wsparcie. Ten od razu wymaszerował z Palestyny, pod drodze otrzymując również wojska od sprzymierzonych z Edessą książąt ormiańskich – Kogha Wasila z Kajsunu i Abu al-Ghariba z rodu Pahlawuni. W tym czasie Edessa oblegana była przez dwa miesiące, lecz napastnicy nie zdołali przełamać jej umocnień w żadnym punkcie. Kiedy w czerwcu 1110 pod Edessę dotarła odsiecz, muzułmanie pospiesznie się wycofali, nie wydając łacinnikom walnej bitwy. Próba wyzyskania przez Baldwina obecności króla w Syrii do prowadzenia dalszych działań zbrojnych przeciwko Turkom nie powiodła się, gdyż zaraz zawrócił on do Palestyny, zaniepokojony informacjami o szykowanej napaści Egipcjan.
W 1114 roku Baldwin wplątał się w konflikt z ormiańskim księciem Wasilem Dghą, następcą Kogha Wasila, który ze strachu przed zakusami łacinników sprzymierzył się z rządzącym w Mosulu Al-Bursukim. Wojska edessańskie dokonały napadu na ziemie Wasila, jednocześnie unikając kolejnej wojny z Turkami dzięki kłótni, jaka niespodziewanie wybuchła pomiędzy Al-Bursukim a Artukidami. Następnie Baldwin ponownie zaatakował Wasila, tym razem podchodząc aż pod miasto Raban. Wasil spróbował porozumieć się z księciem Małej Armenii Torosem I z dynastii Rubenidów, jednak ten, pozostając w przyjaznych stosunkach z Hrabstwem Edessy, pojmał go i wydał łacinnikom. Baldwin uwolnił Wasila, dopiero gdy ten zrzekł się wszystkich swoich ziem i obiecał odejść do Konstantynopola. W rezultacie Hrabstwo Edessy w 1116 roku powiększyło swoje terytorium o Raban, Kajsun oraz cały obszar księstwa. Następnie Baldwin postanowił podporządkować sobie pozostałe niezależne państwa ormiańskie. W 1117 roku zajął rządzony przez swego dawnego sojusznika Abu al-Ghariba Biredżik, nadając go w lenno swojemu kuzynowi Waleranowi z Le Puiset, po czym zdobył również księstwa Chores (władany przez Bagrata) i Gargar (władany przez Konstantyna). Tym sposobem całkowicie zerwał z linią polityczną swego poprzednika, Baldwina I, który ściśle współpracował z obydwoma tymi książętami. Jedynym ormiańskim państwem pozostającym w ścisłym sojuszu z Hrabstwem Edessy pozostało Księstwo Małej Armenii.

### Stosunki z Antiochią i Jerozolimą
Baldwin od samego początku uznawał się za wasala króla jerozolimskiego, udzielając mu zbrojnej pomocy (w 1102 w walce z Fatymidami, a w 1109 we wspólnym zdobyciu Trypolisu), co było źródłem gorszych stosunków z Księstwem Antiochii. Niemniej jednak, starał się współdziałać ze swoim sąsiadem. W początkowych latach jego główny wasal, Joscelin z Courtenay, władający Turbesselem, wielokrotnie brał udział w kampaniach wojennych Boemunda, zwłaszcza w Cylicji. Relacje między samym Baldwinem a Boemundem były jednak na tyle złe, iż przekreśliły szanse łacinników na zajęcie Al-Dżaziry i doprowadziły do ich klęski w bitwie pod Harranem. Po tym jak jesienią 1104 roku Boemund wyjechał do Europy, rządzący Edessą pod nieobecność Baldwina (przebywającego wówczas w niewoli u Turków) Tankred przeniósł się do Antiochii, by sprawować tam władzę w imieniu wuja. W Hrabstwie Edessy osadził tymczasem swego kuzyna i szwagra, Ryszarda z Salerno.
Dzięki staraniom Joscelina, który w 1107 roku wyszedł na wolność, jeszcze w tym samym roku Turcy wypuścili z niewoli Baldwina. Natychmiast udał się do Antiochii i zażądał od Tankreda przekazania mu władzy nad Edessą. Ten jednak nie był skory do współpracy, o ile hrabia Edessy nie uzna go za swego bezpośredniego seniora. Baldwin, będąc wasalem Jerozolimy, nie przystał na taki układ i zwrócił się o pomoc do następcy Dżikirmisza, Dżawalego Sakawy, obecnie najsilniejszego władcy muzułmańskiego w regionie, panującego nad Mosulem, Diyarbakirem oraz Al-Dżazirą. Usłyszawszy o tym, Tankred czym prędzej wyprawił się z wojskiem przeciwko przebywającym w Turbesselu Baldwinowi i Joscelinowi. Doszło między nimi do niewielkiej potyczki, ale skończyło się na bezowocnych pertraktacjach. Baldwin, nadal utrzymując dobre stosunki z Dżawalim, udał się następnie do cieszącego się ogromnym prestiżem Kogha Wasila, władającego ormiańskim księstwem Kajsunu, a także do Oszina, bizantyńskiego namiestnika Cylicji. Z poparciem wszystkich okolicznych Ormian oraz trzystoma zaciężnymi Pieczyngami, jakich otrzymał od Bizancjum, Baldwin powrócił do Turbesselu. Ujął się za nim również patriarcha Antiochii Bernard z Walencji. Pod naciskiem Kościoła oraz całej ludności ormiańskiej, Tankred odwołał Ryszarda z Salerno z funkcji zarządcy Edessy, a całe hrabstwo zwrócił Baldwinowi, powitanemu tam z ogromną radością.
Punktem kulminacyjnym wrogości pomiędzy Edessą a Antiochią była I bitwa pod Manbidżem w październiku 1108, do której doszło na skutek przymierza Baldwina z Dżawalim skierowanego przeciw emirowi Aleppa Ridwanowi, popartemu z kolei przez Tankreda. Koalicja Antiocheńczyków z Ridwanem ostatecznie zatriumfowała. Joscelin uciekł do Turbesselu, zaś Baldwin schronił się w Ravendelu, gdzie obległ go Tankred. Wojska Antiochii cofnęły się dopiero na wieść o nadchodzących wojskach Dżawalego, idących z odsieczą dla Hrabstwa Edessy.
Do pojednania Baldwina i Joscelina z Tankredem doszło dopiero w 1109 roku, gdy wspólnie pomagali armiom Królestwa Jerozolimy i krzyżowców prowansalskich w oblężeniu Trypolisu. Król Baldwin I wymusił na nich wówczas zakończenie waśni oraz odnowienie przysięgi lennej wobec Jerozolimy. Po tym wydarzeniu Hrabstwo Edessy nigdy nie toczyło już otwartej wojny z Księstwem Antiochii, choć kilkukrotnie dochodziło między nimi do waśni, między innymi w 1110 roku, kiedy Tankred udzielił dyskretnego poparcia najazdowi Maududa na Edessę. Ponownie zakończył ją wówczas dopiero król, który osobiście przybył do Syrii i zagroził Tankredowi, że uzna go za wroga całego chrześcijaństwa. W tym samym roku obaj – król Baldwin i Tankred – udzielili pomocy wojskowej Baldwinowi z Edessy, gdy ten, po masakrze wieśniaków ormiańskich dokonanej przez żołnierzy Maududa, brawurowo wypowiedział mu bitwę pomimo nikłych szans na zwycięstwo. Ostatecznie, dzięki temu wsparciu, łacinnicy zdołali wyprzeć muzułmanów z terytorium Hrabstwa Edessy, a Baldwin szczęśliwie uszedł z życiem.
W lipcu 1111 Hrabstwu Edessy ponownie zagroziły połączone siły muzułmańskie, prowadzone przez Maududa, a wspierane przez liczne wojska seldżuckie pod wodzą Bursuka Ibn Bursuka oraz oddziały dwóch książąt kurdyjskich – Ahmadila z Maraghy i Abu al-Hajdży z Irbilu – a także siły Sukmana I el-Kutbiego i Ajaza Artukidy. Wpierw bezskutecznie obległy Turbessel, a następnie ulokowały się w Szajzarze, gdzie dołączył do nich atabeg Damaszku Tughtakin. Tak silnej koalicji łacinnicy przeciwstawili najsilniejszą armię, jaką mogli wystawić, dowodzoną przez króla Baldwina, złożoną z wojsk jerozolimskich oraz armii Tankreda, Baldwina II z Edessy i Ponsa z Trypolisu. Każdy z owych władców przyprowadził ze sobą wszystkich swoich wasali. Do chrześcijan dołączyły również posiłki nadesłane przez Kogha Wasila oraz Bizantyńczyków. Choć ostatecznie nie doszło do bezpośredniej bitwy, łacinnicy zdołali odeprzeć muzułmanów. Przykład ten pokazał, iż mimo wzajemnych animozji, Baldwin z Edessy i Tankred są w stanie idealnie współpracować w sytuacji wspólnego zagrożenia. Obaj też całkowicie podporządkowali się rozkazom króla Jerozolimy.
Od kiedy w 1112 roku władzę w Antiochii objął po śmierci Tankreda jego krewny, Roger z Salerno, stosunki Antiocheńczyków z Baldwinem pozostawały poprawne. Obaj władcy nie wchodzili sobie w drogę, ale też nie podejmowali żadnych wspólnych działań. Dopiero jesienią 1115, będąc zaniepokojonym ogromnymi siłami wysłanymi przez Sułtanat Seldżucki, prowadzonymi przez Bursuka Ibn Bursuka w kierunku Antiochii, Roger poprosił Baldwina o rychłe przybycie. Hrabia Edessy stawił się i 14 września 1115 ich połączone armie zadały muzułmanom dotkliwą klęskę.
Zwycięstwo to położyło kres zagrożeniu Outremeru ze strony Turków seldżuckich. Odtąd sułtanowie nie chcieli ryzykować kolejnych wypraw do Syrii, a głównymi przeciwnikami Edessy i Antiochii stali się lokalni władcy Aleppa, Damaszku, Himsu i Szajzaru, próbujący uniezależnić się od Bagdadu, a także rosnący w siłę potężny ród Artukidów, na ten moment panujący w Mardinie, Majjafarikinie, Diyarbakirze oraz Al-Dżazirze.

## Król Jerozolimy – 1118–1131

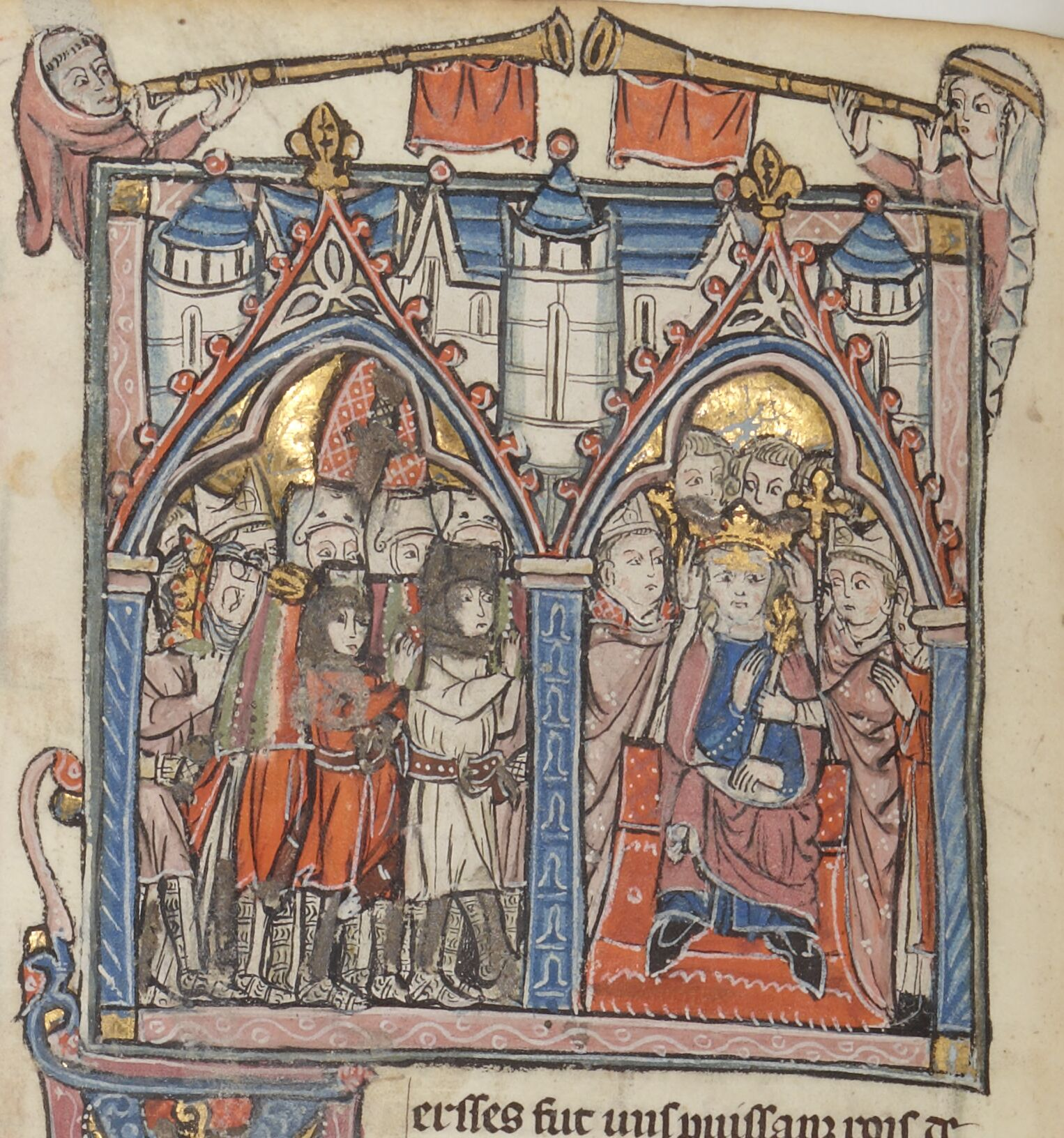
Miniatura średniowieczna przedstawiająca koronację Baldwina na króla Jerozolimy w 1118 roku.

### Objęcie tronu
Baldwin I, król jerozolimski, zmarł 2 kwietnia 1118, nie pozostawiając testamentu. Jego najbliższym krewnym był starszy brat – Eustachy III, hrabia Boulogne – lecz niewiele osób mu sprzyjało, on sam zresztą nie był specjalnie chętny do przejęcia odpowiedzialności nad królestwem, dlatego przyjął z ulgą wieść o wybraniu kogo innego na władcę Jerozolimy. Najlepszym kandydatem na to miejsce i zarazem najbardziej wpływowym członkiem Rady Królewskiej był książę Galilei Joscelin z Courtenay. Dla wszystkich było przeto zaskoczeniem, gdy Joscelin, zamiast upomnieć się o koronę, wysunął kandydaturę Baldwina z Le Bourg, hrabiego Edessy, który kilka lat wcześniej pozbawił go lenna w Turbesselu. Jego pobudki są nieznane, ale zapewne, podobnie jak Eustachy, nie chciał brać na swoje barki tak wielkiej odpowiedzialności. Miał też nadzieję, że po objęciu tronu, nowy król odwdzięczy mu się nadaniem w lenno Hrabstwa Edessy, na którym szczególnie mu zależało. Propozycję Joscelina poparł patriarcha Arnulf i obaj wspólnie przekonali Radę do kandydatury Baldwina. Część osób wciąż była zapewne temu przeciwna, ale wszelkie dyskusje przecięło niespodziewane pojawienie się na pogrzebie zmarłego króla samego Baldwina, który wykorzystał tę okazję, aby odbyć pielgrzymkę do miejsc świętych. Hrabia Edessy spotkał się w Palestynie z ciepłym przyjęciem, a Rada Królewska publicznie ogłosiła go królem Jerozolimy. Koronacja Baldwina odbyła się 14 kwietnia w Niedzielę Wielkanocną.
Po objęciu tronu, nowy król zrewanżował się Joscelinowi przekazaniem mu Hrabstwa Edessy jako królewskiemu wasalowi. Godność Baldwina II i jego zwierzchnictwo nad chrześcijańskim Wschodem uznali rządzący w Antiocii Roger z Salerno oraz Pons, hrabia Trypolisu.

### Polityka wewnętrzna
Chociaż zdecydowaną większość czasu swego panowania spędził na nieustających wojnach z okolicznymi władcami muzułmańskimi, a także sprawowaniu pieczy nad Księstwem Antiochii i Hrabstwem Edessy, przebywając poza granicami kraju, Baldwin II dokonał kilku ważnych posunięć w polityce wewnętrznej Królestwa Jerozolimy.

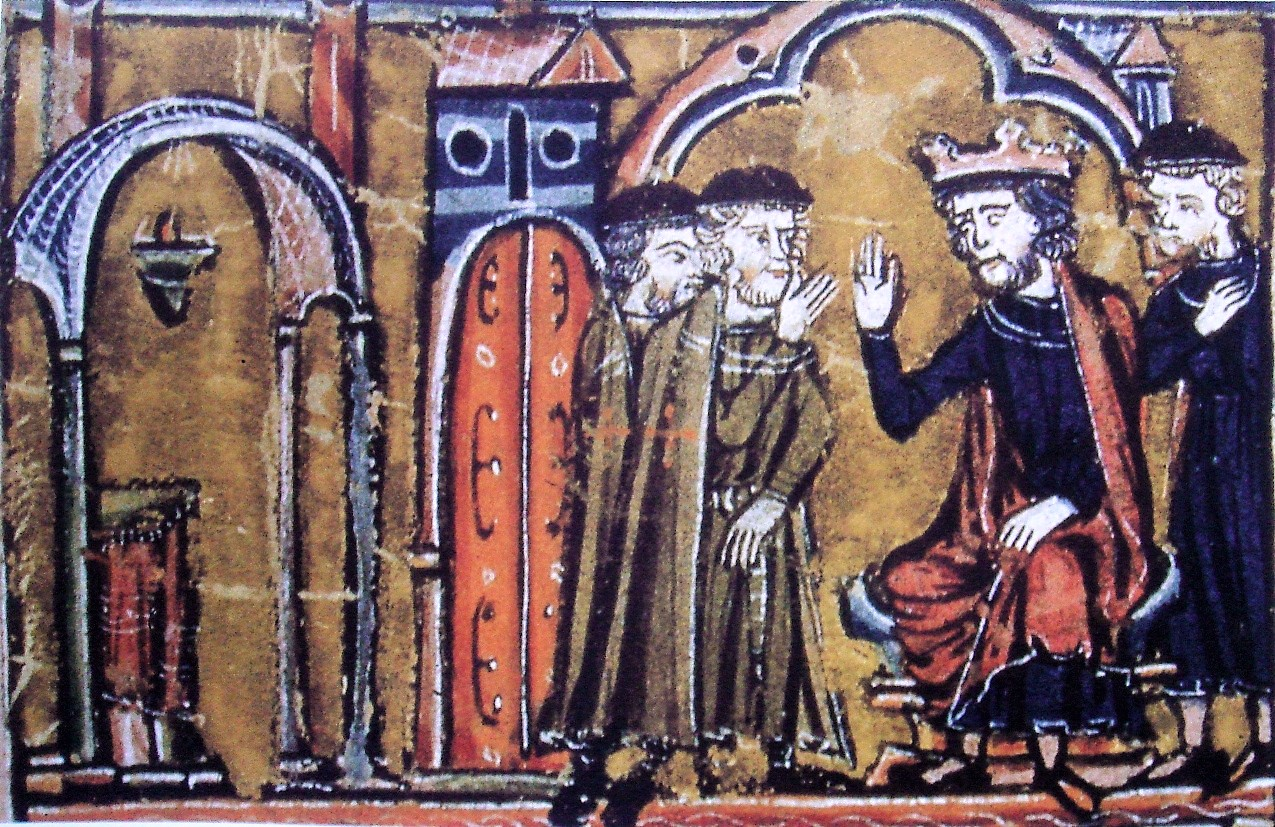
Baldwin II przekazujący Templariuszom Świątynię Salomona w 1120 roku. Miniatura średniowieczna.

#### Utworzenie zakonów rycerskich
Choć nie było to skutkiem jego bezpośrednich działań, za czasów panowania Baldwina w Ziemi Świętej zyskały znaczenie dwa nowe zakony, które w późniejszych latach miały stać się fundamentem sił zbrojnych Królestwa Jerozolimy. Pierwszym z nich był zakon joannitów, który za czasów pierwszego wielkiego mistrza, Gerarda de Martigues, jeszcze za czasów Baldwina I otrzymał liczne nadania dóbr ziemskich, a większość jerozolimskich dostojników duchownych zobowiązała się do płacenia mu dziesięciny ze swych dochodów. Następca Gerarda od 1120 roku, Raymond du Puy, przekształcił joannitów w zakon rycerski i zreformował jego regułę, przyjmując powinności militarne, z których najważniejszym była ochrona szlaków wiodących do Palestyny.
Niemal równocześnie z tymi wydarzeniami miało miejsce utworzenie zupełnie nowego zakonu. Francuski rycerz, towarzysz hrabiego Szampanii Hugona w pielgrzymce do Ziemi Świętej, Hugon z Payens, w 1120 roku założył Zakon Ubogich Rycerzy Chrystusa, otrzymując od Baldwina II zezwolenie na ulokowanie się w dawnym meczecie Al-Aksa, na terenie starożytnej Świątyni Salomona, skąd nowe bractwo poczęto nazywać „Rycerzami Świątyni” lub, bardziej potocznie, „Templariuszami”.
Rozrost obydwóch zakonów rycerskich odbywał się przy pełnym poparciu Baldwina II. Wyjął on je spod władzy królewskiej – tak, iż odtąd podlegały jedynie papieżowi. Zapoczątkował też zwyczaj nadawania Joannitom i Templariuszom ziemi w obrębie Królestwa, co również praktykowali jerozolimscy możni. Zapewniając stały dopływ wojowników z Zachodu, zakony stały się odtąd podporą siły militarnej państw chrześcijańskich w Outremerze. Baldwin II szczególnie chętnie przekazywał im terytoria graniczne, narażone na częste ataki sąsiednich państw muzułmańskich, by zwolnić się od kłopotliwej odpowiedzialności za te tereny.

#### Rada w Nabulusie
W czasie, gdy akurat nie miały miejsca w Outremerze żadne konflikty zbrojne, 16 stycznia 1120 król zwołał do Nabulusu wszystkich możnych świeckich i duchownych, by rozstrzygnąć szereg spraw wewnętrznych Królestwa Jerozolimy. Dano wówczas podstawy prawne pod funkcjonowanie państwa, spisując kodeks dwudziestu pięciu praw. Oficjalnie zatwierdzono rolę i przywileje zakonów rycerskich, ustalono też, jakie kary będą obowiązywać za konkretne przestępstwa. Jednym z głównych tematów poruszonych przez radę, był sposób, w jaki miano przeciwdziałać wpływom Wschodu, które coraz mocniej przenikały do łacińskiej ludności królestwa, przybyłej do Palestyny wraz z I wyprawą krzyżową oraz po niej. Biskupi wyrazili troskę o dobro moralne poddanych, zagrożone przez rzekomą lekkość obyczajów charakterystyczną dla ludów Wschodu. Baldwin wydał cały szereg praw, stanowiących udogodnienia dla nowych osadników przybywających z Europy, które przyczyniły się także do rozwoju warstwy mieszczańskiej. Wydano prawa handlowe, między innymi zapewniające całkowitą swobodę przywozu i wywozu towarów do miast. W trosce o zapewnienie królestwu zapasów żywności, zwolniono z opłat celnych kupców syryjskich i arabskich, handlujących na obszarach przygranicznych.

#### Stosunki z Kościołem
Pod koniec kwietnia 1118 zmarł patriarcha Jerozolimy Arnulf. Szukając na jego miejsce dobrego następcy, którego ambicje nie byłyby nazbyt wygórowane, Baldwin poparł kandydaturę pikardyjskiego księdza Gormonda z Picquigny. Nominację tę zaakceptowała kuria papieska w Rzymie. Po śmierci papieża Paschalisa II, która nastąpiła jeszcze w tym samym roku, stosunki Rzymu z Jerozolimą uległy znacznej poprawie.
Przez cały okres sprawowania funkcji patriarszych przez Gormonda relacje Kościoła z Baldwinem były przyjazne, a obaj oni częstokroć współpracowali ze sobą w sprawach politycznych. Kryzys nastąpił w 1128 roku po śmierci Gormonda, kiedy nowym patriarchą został francuski duchowny Stefan z La Ferté, opat klasztoru Saint-Jean-en-Vallée w Chartres, krewny Baldwina. Z powodu więzów rodzinnych król spodziewał się po nim uległości lub przynajmniej skłonności do współdziałania, tymczasem Stefan natychmiast wystąpił z żądaniem realizacji dawnego porozumienia, jakie Gotfryd z Bouillon zawarł z Daimbertem z Pizy, mówiącym o przekazaniu patriarchatowi na własność Jafy oraz samej Jerozolimy, gdy tylko zdobyty zostanie Askalon. Baldwin stanowczo odmówił, nie miał jednak żadnych podstaw prawnych do negowania roszczeń Stefana. W przeciągu następnych miesięcy oraz przez cały 1129 rok stosunki króla z patriarchą dramatycznie się pogorszyły i wręcz doprowadziłyby być może do otwartego konfliktu, gdyby nie niespodziewana śmierć Stefana na początku 1130 roku. Oficjalną przyczyną zgonu była choroba, lecz wiele osób podejrzewało Baldwina o posłużenie się trucizną. Gdy król odwiedził ciężko chorego patriarchę i zapytał go, jak się czuje, ten ponoć odpowiedział:

Sire, czuję się tak, jak sobie tego życzycie.

Po śmierci Stefana Baldwin postarał się, aby jego następcą został człowiek mu przychylny. Do godności patriarchy wyniesiono przeora bazyliki Grobu Świętego Wilhelma z Messines, słynącemu z pobożności i dobroci, powszechnie miłowanemu, lecz nie posiadającemu dużego wykształcenia i pozbawionemu ambicji politycznych. Od tego momentu relacje Kościoła z królem stały się wyśmienite.

#### Układy z sektą asasynów
W owym czasie coraz większe wpływy zaczęła uzyskiwać nowa sekta islamu wywodząca się z ismailizmu, której członków nazywano nizarytami, bądź też – bardziej powszechnie – asasynami. W 1126 roku otrzymali od Tughtakina twierdzę Banjas, która stała się ich główną siedzibą. Jednak od czasu, gdy władzę w Damaszku objął Tadż al-Mulk Buri, Damasceńczycy nabrali wrogiego stosunku do asasynów i poczęli otwarcie ich zwalczać. Ówczesne władze sekty porozumiały się z Baldwinem i zawarły z nim sojusz. Król wysłał swoje wojska, aby zabezpieczyć Banjas, po czym przesiedlił asasynów na terytorium Królestwa Jerozolimy.

#### Rozstrzygnięcie sprawy sukcesji

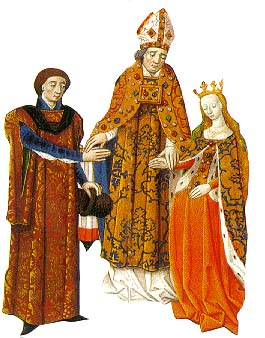
Zaaranżowanie ślubu andegaweńskiego hrabiego Fulka z królewną Melisandą Jerozolimską w 1128 roku było ważnym posunięciem politycznym Baldwina.

Problemem, z którym zmagał się Baldwin, była kwestia sukcesji. Z małżeństwa z Morfią posiadał wyłącznie córki, a naiwnością wydawało się być liczenie na narodziny kolejnego dziecka, w dodatku syna. Postanowił zatem zaaranżować małżeństwo. Spośród córek najlepiej nadawała się do tego najstarsza wiekiem Melisanda. W roku 1128, po zasięgnięciu opinii Rady Królewskiej, król wysłał do Europy swych przedstawicieli – Wilhelma z Bures i Gwidona Brisebarre – z prośbą do króla Francji Ludwika VI o wybranie spośród francuskich możnych odpowiedniego kandydata na przyszłego władcę Jerozolimy. Ludwik zarekomendował hrabiego Andegawenii Fulka V, wywodzącego się z linii Plantagenetów, będącego jedną z najzamożniejszych i najbardziej wpływowych postaci na europejskiej scenie politycznej, w dodatku cieszącego się poparciem papieża Honoriusza II. Baldwin chętnie zaakceptował tak znakomitego kandydata, zwłaszcza że znał go osobiście.
Na początku wiosny 1129 Fulko opuścił Francję w towarzystwie Wilhelma z Bures i Gwidona Brisebarre. Dotarłszy do Palestyny, już po niespełna miesiącu zawarł małżeństwo z Melisandą. Ślub ich dwojga spotkał się ze zdecydowaną aprobatę nie tylko ze strony papieża, ale również możnych jerozolimskich oraz patriarchy.

### Polityka zagraniczna

#### Utarczki graniczne na początku panowania i I wojna z Damaszkiem
Zaraz po koronacji dotarły do Baldwina niepokojące wieści o sojuszu egipskich Fatymidów z atabegiem Damaszku Tughtakinem. Fatymidzki wezyr Al-Afdal chciał się zemścić na łacinnikach za upokorzenie doznane od Królestwa Jerozolimy za czasów Baldwina I, a Tughtakin coraz bardziej niepokoił się wzrostem ich potęgi. Baldwin II starał się uniknąć wojny, ale jego poselstwo do Damaszku spotkało się z wrogim przyjęciem. Będąc pewnym siebie, damasceński władca zażądał od łacinników przekazania mu wszystkich ziem leżących po wschodniej stronie rzeki Jordan. Król stanowczo odrzucił jego żądania i postanowił skupić się wpierw na Egipcie, który latem dokonał na granicy koncentracji silnej armii, zajmując pozycję pod Asdudem. Baldwin wzmocnił swoje siły oddziałami milicji z Antiochii i Trypolisu, po czym wyruszył przeciwko nieprzyjacielowi. Do bitwy jednak nie doszło. Przez trzy miesiące obie armie stały naprzeciw siebie, ale żadna nie odważyła się zaatakować pierwsza. Ostatecznie żołnierze obu stron rozeszli się do domów.
Chociaż konflikt z Egiptem tymczasowo wygasł, Tughtakin zaczął napadać na Galileę. Z tego powodu, Joscelin odłożył swój wyjazd do Edessy i przystąpił do organizowania obrony we własnym księstwie. Jesienią wspólnie z królem Baldwinem dokonał najazdu na damasceńskie miasto Dara w Hauranie, w którym muzułmanie przechowywali zapasy zboża. Przeciwko nim wyruszył syn Tughtakina Buri, doznał on jednak ciężkiej porażki, a łacinnicy spustoszyli Darę i zrabowali zapasy zboża. To niepowodzenie skłoniło Tughtakina do zaprzestania działań zbrojnych przeciwko Jerozolimie i zwrócenia swojej uwagi na północ.
Wczesną wiosną 1119, krótko po triumfie nad Damasceńczykami, dwóch baronów galilejskich – Gotfryd i Wilhelm z Bures – wraz z Joscelinem z Courtenay podjęło niezależną akcję zbrojną przeciwko Beduinom przebywającym w Zajordanii, w pobliżu rzeki Al-Jarmuk. Na skutek niepowodzenia, znaczna część rycerzy dostała się do niewoli, a ocalały z zasadzki Joscelin posłał gońca do króla. Podejmując decyzję o natychmiastowej interwencji, Baldwin udał się do Zajordanii na czele dużego pocztu rycerskiego i zmusiwszy Beduinów do wypuszczenia wszystkich jeńców i zapłaty odszkodowania, zawarł z nimi zawieszenie broni.

#### I wojna przeciwko Artukidom
Kiedy Baldwin odpoczywał w Tyberiadzie po zwycięskiej akcji zbrojnej przeciwko Beduinom, zjawili się posłowie z Antiochii, prosząc go o przybycie z wojskiem do północnej Syrii. Księstwo Antiochii toczyło w tym czasie wojnę przeciwko Ilghaziemu, potężnemu wodzowi tureckiemu, obecnie panującemu nad wszystkimi ziemiami dynastii Artukidów. Zebrał on ogromne siły złożone z Turkmenów, otrzymał także wsparcie od innych władców muzułmańskich, w tym od Tughtakina. Baldwin zrozumiał powagę sytuacji i wysłał wiadomość do regenta Antiochii Rogera, w której poinstruował go, by oczekiwał na jego przybycie i do tego czasu ograniczył się do defensywy. Roger jednakże, po swoim ostatnim zwycięstwie w bitwie pod Sarmin (notabene osiągniętym z pomocą Baldwina) był zbyt pewny siebie i pochopnie wyruszył przeciwko Ilghaziemu, nie czekając na Baldwina, który w tym czasie był jeszcze w drodze na północ. Armia antiocheńska poniosła straszliwą klęskę w bitwie na Krwawym Polu. Te ponure wieści dotarły do króla podczas pobytu w Laodycei. Baldwin przyspieszył tempo marszu, uzyskał też wsparcie od Ponsa z Trypolisu. Po przybyciu do Antiochii, król przejął po poległym Rogerze funkcję regenta nieletniego Boemunda II przebywającego w Italii. Następnie dokonał podziału dóbr lennych, które wakowały po śmierci tak wielu rycerzy antiocheńskich zabitych w ostatniej bitwie. Wdowy po nich wydał za ludzi z własnego orszaku. Zdając sobie sprawę, że osłabione księstwo będzie mieć trudności z obroną własnych granic, część ziem antiocheńskich nadał rycerzom z Hrabstwa Edessy. Po załatwieniu tych spraw, zebrał swoje wojska i na czele armii liczącej 700 rycerzy i kilka tysięcy piechoty, wyruszył przeciwko muzułmanom. Postępując znacznie ostrożniej niż Roger, Baldwin stawił czoła połączonym wojskom Ilghaziego i Tughtakina w bitwie pod Hab.
Choć sama batalia zakończyła się remisem, to wojska muzułmańskie pierwsze zarządziły odwrót i wycofały się z ziem łacinników, a wkrótce po bitwie armia Ilghaziego rozpadła się z powodu masowych dezercji. Sytuacja w Księstwie Antiochii ustabilizowała się, chrześcijanie odzyskali większość twierdz zajętych przez Turków, a sąsiadujący z nimi Emirat Szajzaru został zmuszony do uznania się za wasala Antiochii. Po tym, jak całą jesień spędził na załatwianiu spraw administracyjnych, Baldwin przekazał władzę w mieście patriarsze Bernardowi, mającemu sprawować rządy w jego imieniu. Przy okazji tej wyprawy, król osadził w Hrabstwie Edessy Joscelina, po czym zawrócił na południe. Po powrocie do kraju, zajął się wewnętrznymi sprawami królestwa.

#### II i III wojna przeciwko Artukidom

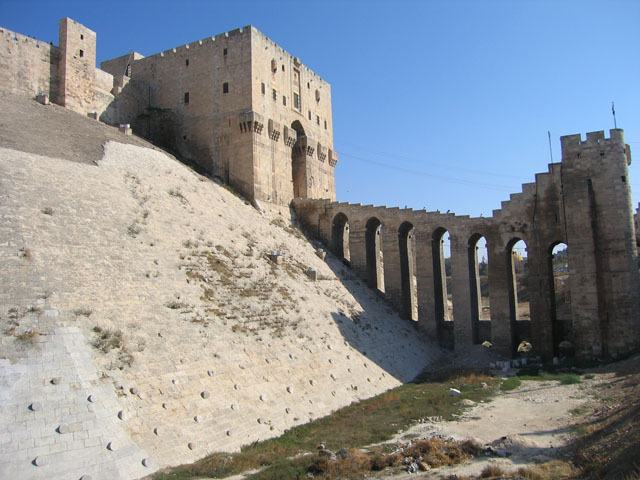
Cytadela w Aleppo – ważnej syryjskiej twierdzy będącej w posiadaniu tureckiej dynastii Artukidów, której zdobycie było celem Baldwina przez cały okres jego panowania

Od 1120 roku Ilghazi zaczął na nowo organizować zbrojne wypady na terytorium chrześcijańskie w Syrii. Podległy mu Bulak, namiestnik Al-Asaribu, z rozkazu Ilghaziego przystąpił do najazdu na terytorium antiocheńskie. Jednocześnie sam Ilghazi na czele armii pomaszerował przeciwko Edessie. Oba te ataki zostały odparte przez łacinników, ale później Artukida zapuścił się bezkarnie ze swoimi wojskami aż pod same mury Antiochii. Zaniepokojony tak zuchwałymi poczynaniami muzułmanów, patriarcha Bernard wysłał wiadomość do króla Baldwina z prośbą o pomoc. Władca Jerozolimy wyruszył na północ w czerwcu, zabierając ze sobą relikwię Krzyża Prawdziwego. Kiedy dotarł do Syrii, sytuacja wyglądała dla łacinników już dużo lepiej. Armia Ilghaziego zmalała z powodu masowych dezercji służących pod jego rozkazami Turkmenów i z tego powodu Artukida nie był w stanie przeprowadzić kolejnej ofensywy. Lecz lokalni muzułmanie wezwali na pomoc emira Damaszku Tughtakina, który początkowo włączył się do wojny, ale zawrócił usłyszawszy o zbliżaniu się wojsk królewskich. Po przybyciu Baldwin w imieniu wszystkich łacinników zawarł rozejm z Ilghazim i obaj wodzowie dokładnie wytyczyli swoje strefy wpływów.
Król powrócił do Jerozolimy na początku wiosny 1121 roku, gdy tylko doszły go wieści o wojnie z Damaszkiem. Wycofawszy się z Syrii, Tughtakin postanowił bowiem wykorzystać nieobecność Baldwina w Palestynie do wszczęcia działań zbrojnych. Dokonał napaści na Galileę, zapuszczając się bardzo daleko w głąb jej terytorium. W odwecie Baldwin zorganizował w lipcu tego samego roku wyprawę przeciwko Damaszkowi. Przekroczył rzekę Jordan i spustoszył muzułmański Al-Dżaulan, a także zdobył i zburzył zamek Tughtakina w Dżaraszu. Gdy król toczył wojnę na południu, hrabia Edessy Joscelin złamał zawarty niedawno rozejm, dokonując najazdu na ziemie Ilghaziego w Al-Dżazirze, co przyniosło mu wielkie łupy.
Jeszcze w tym samym roku, na wezwanie Toghrila z Arranu, toczącego wojnę z królem Gruzji Dawidem IV, Ilghazi wyruszył na północ wraz z większością swoich wojsk. Korzystając z jego nieobecności, syn Ilghaziego, Sulajman, będący namiestnikiem Aleppa, ogłosił się niezależnym władcą. To z kolei wykorzystał Baldwin, który najechał jego terytoria, zmuszając go do oddania Księstwu Antiochii Zardany oraz Al-Asaribu jako warunków pokoju. Po przybyciu do Syrii Ilghazi, którego siły były bardzo mocno osłabione niedawną porażką z Gruzinami w bitwie pod Didgori, stłumił bunt syna, ale nie wdawał się w nową wojnę z łacinnikami, zamiast tego zatwierdzając układ zawarty przez Sulajmana.

#### IV wojna przeciwko Artukidom
W połowie roku 1122 Ilghazi złamał traktat pokojowy (posunięciem tym wzbudzając zresztą niechęć również arabskich kronikarzy), czym całkowicie zaskoczył nieprzygotowanych łacinników, zajętych konfliktem wewnętrznym, wywołanym przez bunt Ponsa z Trypolisu. Pozyskawszy wsparcie od Tughtakina z Damaszku, artukidzki książę obległ Zardanę, ale nie zdążył zdobyć jej całkowicie przed przybyciem Baldwina. Ilghazi wycofał wówczas swoje wojska i przez jakiś czas toczył z nim wojnę szarpaną, próbując zwabić go w pułapkę. W obliczu niepowodzenia takiej strategii, Turcy ostatecznie dali za wygraną, a Baldwin udał się do Antiochii, by objąć pieczę nad pracami na rzecz odbudowy i umocnienia fortyfikacji granicznych.

#### Regencja w Hrabstwie Edessy
Po tym, jak 13 września 1122 Joscelin podczas zbrojnego wypadu z Edessy został pojmany przez wojska emira Balaka i osadzony w więzieniu w Charpurcie, Baldwin musiał przejąć w jego imieniu rządy w Hrabstwie Edessy, co uczynił niemal niezwłocznie, jako iż przebywał wówczas w Antiochii. W ciągu jesieni rycerze edessańscy dokonali kilku udanych najazdów na ziemie muzułmanów, nie podjęli się jednak żadnej poważniejszej kampanii. W listopadzie tego samego roku zmarł długoletni rywal Baldwina i jego główny przeciwnik polityczny, Ilghazi Artukida, a jego państwo zostało podzielone pomiędzy jego synów i bratanków: Sulajman wziął północne terytoria skoncentrowane wokół Majjafarikinu, Timurtasz otrzymał centralne ziemie, w tym Mardin, Badr ad-Daula Sulajman zajął Aleppo, natomiast Balak wykorzystał tę okazję, by przesunąć swą granicę na północ.
Zawirowania wokół kwestii podziału dawnego państwa Ilghaziego wykorzystał Baldwin, który w kwietniu 1123 odzyskał niedawno utracone Al-Asarib oraz Biredżik z rąd Sulajmana Artukidy. Następnie powierzył zarządzanie Hrabstwem Edessy Gotfrydowi Mnichowi, seniorowi Maraszu, sam zaś wyruszył z niewielkimi oddziałami na północny wschód, w kierunku przygranicznych posiadłości Balaka. 18 kwietnia został jednak pojmany przez przebywającego w pobliżu Balaka i odstawiony do Charpurtu, gdzie odtąd przebywał wraz z Joscelinem.

#### Outremer w czasie niewoli Baldwina u Turków
Choć dostanie się Baldwina do niewoli było szokiem dla wszystkich łacinników, udało się zachować integralność wszystkich państw chrześcijańskich w Outremerze. Na północy Gotfryd Mnich kontynuował sprawowanie rządów w Edessie, a władzę w Antiochii przejął patriarcha Bernard, cieszący się największym prestiżem w całym księstwie. W Królestwie Jerozolimy natomiast sprawy początkowo bardzo się skomplikowały przez fałszywą pogłoskę o rzekomej śmierci Baldwina. Jerozolimski patriarcha Gormond w trybie natychmiastowym zwołał do Akki Radę Królewską. Informacje o tym, że król uszedł z życiem i znajduje się w niewoli dotarły tam dopiero podczas trwania obrad baronów królestwa. Rada tymczasowo powierzyła Eustachemu Grenierowi funkcje konetabla i baliwa, które miał sprawować aż do powrotu króla. Od tego momentu Eustachy stał się najważniejszą osobą w państwie. Reszta administracji w królestwie funkcjonowała normalnie.
Sytuację bezkrólewia postanowili wykorzystać Fatymidzi. Wezyr Al-Ma'mun al-Bata'ihi skoncentrował dużą ilość wojsk w Askalonie, skąd w maju 1123 wyruszył na czele silnej armii, podążając w kierunku Jafy. Eustachy Grenier pospiesznie zebrał rycerzy, zabrał z Jerozolimy Prawdziwy Krzyż i udał się na spotkanie sił fatymidzkich, które pokonał 15 maja 1123 w bitwie pod Ibelinem. Jednak jeszcze tego samego dnia, świętując zwycięstwo, Eustachy umarł. W tej sytuacji obowiązki Rada Królewska powierzyła obowiązki konetabla i baliwa Wilhelmowi z Bures, księciu Galilei.
W tym samym czasie na północy, gdzie obawiano się, iż muzułmanie spróbują wykorzystać sytuację bezkrólewia do marszu na Antiochię lub Edessę, emir Balak postanowił wpierw zdobyć Aleppo jako bazę wypadową do dalszych ataków na ziemie chrześcijan i w tym celu rozpoczął wojnę przeciwko Sulajmanowi Artukidzie, która trwała aż do czerwca 1123, kiedy ostatecznie zajął to miasto. Następnie zaczął przygotowywać się do generalnej inwazji na Księstwo Antiochii. W sierpniu zdobył Albarę, lecz był zmuszony zawrócić z powrotem do Charpurtu, gdyż doszły go wieści, iż grupa Ormian sympatyzujących z łacinnikami zdołała podstępem dostać się na zamek i wybić mało liczną załogę turecką. W ten sposób Charpurt dostał się w ręce Baldwina i Joscelina, którym sprzyjała okoliczna ludność, w znacznej mierze składająca się z autochtonicznych chrześcijan.
Wiedząc, że Balak na pewno spróbuje odbić zamek, Baldwin i Joscelin uzgodnili wspólny plan działania zakładający, że król pozostanie w Charpurcie i postara się odpierać ataki muzułmanów aż do powrotu hrabiego Edessy, który w tym czasie sprowadzi odsiecz. Joscelin potajemnie opuścił twierdzę i przedostał się do Turbesselu, skąd udał się do Antiochii, by prosić patriarchę Bernarda o wsparcie. Jednak Antiocheńczycy nie posiadali w pogotowiu dostatecznie silnych wojsk, hrabia pospieszył zatem do Jerozolimy. Tam natychmiast zmobilizowana została duża armia, która ruszyła na odsiecz Charpurtowi. Lecz w tym samym czasie Baldwin nie zdołał wytrzymać dostatecznie długo i w rezultacie twierdza ponownie dostała się w ręce Balaka, zaś król wrócił do niewoli tureckiej. W obawie przed wojskami jerozolimskimi idącymi z odsieczą, emir przeniósł Baldwina do lepiej bronionego Harranu. Woląc nie podejmować się tak dużego ryzyka, Joscelin dokonał na czele armii udanego wypadu na terytorium Aleppa, po czym odesłał ją z powrotem do stolicy, sam zaś wrócił do Turbesselu.
W styczniu 1124, kiedy przebywając ze swoimi wojskami w Aleppo Balak przygotowywał się do nowego ataku na łacinników, turecki namiestnik Manbidżu Hasan podniósł przeciwko niemu bunt. Balak zwrócił się o stłumienie rebelii do Timurtasza Artukidy. Ten odbił wprawdzie Manbidż, ale nie zdołał zdobyć cytadeli miejskiej, w której nadal utrzymywali się buntownicy pod dowództwem brata Hasana Isego. Wysłał on wiadomość do Joscelina z prośbą o pomoc, a hrabia Edessy natychmiast zwołał pełne wojska edessańskie ruszając mu na odsiecz, lecz został pokonany przez armię Balaka w II bitwie pod Manbidżem i musiał się wycofać. Jednak niedługo później, 6 maja 1124 roku, emir zginął w walce przeciwko buntownikom Isego, trafiony przez strzałę lecącą z cytadeli. Wszystkie jego ziemie, włącznie z Aleppem, przejął Timurtasz Artukida, któremu nie na rękę były trudności związane z koniecznością pilnowania Baldwina w Harranie, do tego liczył na wysoki okup, gdyż doskwierały mu braki środków finansowych. Z tego powodu rozpoczął negocjacje z łacinnikami, których reprezentowali hrabia Joscelin oraz królowa Morfia. Do warunków uwolnienia króla Jerozolimy należały: okup w wysokości 80 tysięcy dinarów (w tym zaliczka w wys. 20 tys.), przekazanie Timurtaszowi miast Al-Asarib, Zardana, Kafartab i Al-Dżazr oraz pomoc wojskowa w wojnie przeciwko wodzowi beduińskiemu Dubajsowi Ibn Sadace, obecnie władającemu Al-Dżazirą. Baldwin został uwolniony pod koniec czerwca 1124, zaś do Antiochii dotarł w ostatnich dniach sierpnia.
Podczas nieobecności Baldwina II na południu, do Palestyny przybyła wenecka flota wojenna, która zawarła układ z Królestwem Jerozolimy (sygnowany w imieniu króla przez patriarchę Gormonda) i Hrabstwem Trypolisu, na mocy którego dokonała wraz z baronami jerozolimskimi i trypolitańskimi wspólnego ataku na Tyr należący do Fatymidów. Był to cios wymierzony nie tylko w Egipt, ale również w aktywnie wspierający go Emirat Damasceński, który zresztą natychmiast wypowiedział łacinnikom wojnę, lecz nie zdołał dokonać żadnej większej ofensywy na terytorium Królestwa. Oblężenie miasta trwało od 15 lutego do 7 lipca 1124 roku i zakończyło się pełnym sukcesem koalicji wojsk chrześcijańskich. Tyr został oficjalnie włączony do Hrabstwa Trypolisu, a Wenecjanie otrzymali liczne przywileje handlowe.

#### Wyprawa na Aleppo i konflikt z Sułtanatem Seldżuckim
Po przybyciu króla do Antiochii patriarcha Bernard zawetował tę część umowy z Timurtaszem mówiącą o przekazaniu muzułmanom miast antiocheńskich, argumentując, iż jako regent Baldwin nie ma prawa rozdysponowywać terytorium prawnie należącym do przebywającego w Europie nieletniego księcia Boemunda II. Król udzielił stosownych wyjaśnień Timurtaszowi, który zgodził się odstąpić od tych żądań, po czym przekazał mu pełną sumę okupu. Nie wywiązał się jednak z ostatniego punktu umowy, odmawiając pomocy zbrojnej Artukidom, a zamiast tego samemu porozumiewając się z wrogiem Timurtasza, Dubajsem. Wczesną jesienią Baldwin zawarł z beduińskim emirem ścisły sojusz, wspólnie snując plany połączonego ataku na Aleppo. Do tej nowo zawartej koalicji wymierzonej w Artukidów przyłączyli się również brat sułtana rumijskiego Tughril Arslan i Sultanszah, pretendent do tronu Aleppa.
Zjednoczone wojska łacińsko-turecko-beduińskie wszystkich tych władców w październiku 1124 wyprawiły się na Aleppo. Sprawujący władzę zwierzchnią nad tym miastem Timurtasz nie mógł osobiście wyruszyć przeciw nieprzyjaciołom, gdyż aktualnie przebywał w Majjafarikinie, u boku umierającego brata Sultana, którego ziemie pragnął otrzymać w dziedzictwie, wydał przeto swej załodze w Aleppo rozkaz do samodzielnej obrony. Oblężenie miasta przez koalicję chrześcijańsko-saraceńską trwało przez trzy miesiące. Władze Aleppa, mając świadomość, iż nie zdołają wytrzymać dużo dłużej, zdecydowały się wreszcie zdradzić Timurtasza, wysyłając emisariuszy do Mosulu i zwracając się o pomoc bezpośrednio do atabega Aksunkura al-Bursukiego, podlegającego władzy seldżuckiej. Zyskawszy zgodę sułtana, Al-Bursuki pospiesznie wysłał do miasta swoich dowódców, by przejęli kontrolę w jego imieniu. W tym samym czasie rozpoczął przygotowania do kampanii wojennej. Wraz z dużą armią wyruszył do Syrii, jednocześnie żądając od wszystkich pomniejszych władców muzułmańskich w tym regionie (de facto niezależnych, lecz formalnie podległych władzy sułtana seldżuckiego), by przysłali mu swoje wojska. Swoje siły przysłali mu Kirchan z Himsu oraz Tughtakin z Damaszku. W obliczu tak potężnego wroga koalicja chrześcijańsko-saraceńska rozpadła się, a Dubajs ze swoimi ludźmi pospiesznie się wycofał. Baldwin tymczasem ulokował się z wojskami w twierdzy Al-Asarib, czekając na dalszy rozwój sytuacji. Pod koniec kwietnia 1125 Al-Bursuki wkroczył z żołnierzami do Aleppa i tymczasowo wstrzymał działania zbrojne.
W czasie, gdy Baldwin powrócił do Palestyny i zajął się bieżącymi sprawami swego królestwa, Al-Bursuki zmusił do posłuszeństwa emira Szajzaru Sultana. W maju 1125 zaś, mając po swojej stronie siły wszystkich lokalnych władców muzułmańskich, przystąpił do generalnej ofensywy przeciwko Księstwu Antiochii. Szybkim atakiem zdobył Kafartab, po czym przystąpił do oblężenia Zardany. Na wieść o tych wydarzeniach król pospiesznie ruszył na północ i zebrawszy wojska z Antiochii, Trypolisu i Edessy, mimo przewagi liczebnej po stronie przeciwnika, wydał Turkom otwartą batalię. W bitwie stoczonej pod koniec maja łacinnicy Baldwin zadał muzułmanom druzgocącą klęskę, powodując całkowite rozproszenie ich sił, a także zdobywając bogate łupy.
Skutki tego triumfu były dosyć doniosłe. Al-Bursuki zawarł z chrześcijanami zawieszenie broni, po czym wrócił do Mosulu (zachowując jednak władzę nad Aleppem). Sułtanat Seldżucki tymczasowo postanowił wycofać się z ingerencji w sprawy syryjskie, a część lokalnych emirów została zmuszona, by zaakceptować dominację Antiochii i Edessy na okolicznych ziemiach. Pokój wywalczony przez Baldwina na północy Outremeru był najdłuższym w czasie całego jego panowania, trwając aż osiemnaście miesięcy.

#### Powrót do spraw palestyńskich; ekspansja na terytorium Damaszku
Wywalczywszy pokój na północy Outremeru, Baldwin mógł skupić się na polityce zewnętrznej Jerozolimy, za której naczelnego wroga uważał potężny Damaszek. Jesienią 1125 dokonał napaści na terytorium damasceńskie, nękając też jednocześnie egipski Askalon, którego zdobycie z rąk Fatymidów było dla niego, po opanowaniu Tyru, kolejnym ważnym krokiem do zabezpieczenia granic Królestwa. Na początku roku 1126, w styczniu, zebrawszy silną armię, król przeniósł wojska do Hauranu, przygotowując się do ataku na Damaszek. Na wieść o tym Tughtakin zebrał swoje pełne siły, by zatrzymać chrześcijan. Doszło do bitwy pod Tall asz-Szakhabem, z której po trudnych walkach zwycięsko wyszedł Baldwin. Armia jerozolimska była jednak zbyt osłabiona, by dokonać szturmu na sam Damaszek, przeto zawróciła do Palestyny, zadowalając się bogatymi łupami.
Baldwin nie zdecydował się na negocjowanie pokoju z Tughtakinem. Porozumiał się z Ponsem z Trypolisu w sprawie wspólnych działań zbrojnych. W marcu 1126 wojska trypolitańskie zaatakowały należącą do Damaszku Rafanijję – twierdzę położoną w ważnym, strategicznym punkcie, bezpośrednio nad szlakiem prowadzącym z Królestwa Jerozolimy do Księstwa Antiochii. Namiestnik Rafanijji poprosił Tughtakina o posiłki, wezwał też na pomoc Al-Bursukiego. Do armii Ponsa dołączył w tym czasie również Baldwin z własnymi siłami. Wodzowie chrześcijańscy zdołali zdobyć twierdzę po osiemnastu dniach oblężenia, przed przybyciem nieprzyjacielskiej odsieczy. Był to dla łacinników bardzo ważny sukces, gdyż zdołali w ten sposób zabezpieczyć linie komunikacyjne pomiędzy Palestyną, wybrzeżem libańskim i Syrią.

#### Wojna na dwa fronty
W czasie, kiedy Baldwin i Pons zajęci byli wojną z Damaszkiem, Fatymidzi zajęli się rozbudową floty wojennej. Wspólnie z Al-Bursukim uzgodnili plan połączonego ataku na chrześcijan z dwóch kierunków. Jesienią 1126 okręty egipskie zaatakowały wybrzeże libańskie, jednocześnie natomiast Al-Bursuki przystąpił do oblężenia Al-Asaribu. Baldwin ocenił, iż ofensywa turecka w Syrii jest groźniejsza, ruszył więc z wojskami na północ, gdzie dołączyła do niego armia Joscelina. Łacinnicy wyparli siły muzułmańskie z terytorium antiocheńskiego. Al-Bursuki, woląc nie ryzykować walnej bitwy, odnowił rozejm. Następnie przekazał zarząd nad Aleppem swemu synowi Izz ad-Dinowi Masudowi, po czym udał się do Mosulu, gdzie 26 listopada 1126 został zamordowany przez asasynów. Tymczasem wojska egipskie, dokonawszy desantu na wybrzeżu Libanu, przypuściły atak na Bejrut, zostały jednak pokonane przez silną załogę miasta.
Nagła śmierć Al-Bursukiego była dużym ciosem dla jednoczącego się islamu. Władający od tej pory Aleppem Masud popadł w konflikt z Tughtakinem, ale wczesną wiosną 1127 roku zmarł, prawdopodobnie otruty. Początkowo zastępował go służący Masudowi Tuman, potem rządy przejął przysłany przez sułtana mameluk Kutlugh, następnie obecny emir artukidzki Badr ad-Daula Sulajman. Ostatecznie Aleppo dostało się pod kontrolę Ibrahima Seldżukidy, syna Ridwana. Wszystkie te zmiany przyczyniły się do pogłębienia waśni między lokalnymi władcami muzułmańskimi, służąc interesom łacinników na północy.
Kiedy Baldwin przebywał jeszcze na północy, do Syrii nareszcie przybył prawowity dziedzic tronu antiocheńskiego Boemund II, syn Boemunda I z możnego rodu Hauteville. Na początku października 1126 jego flotylla zawinęła do portu Saint-Siméon wraz z dużą ilością wojska, koni i zaopatrzenia. Młody Boemund natychmiast udał się do Antiochii, gdzie król przekazał mu rządy nad całym księstwem. By scementować dobre stosunki, Baldwin wydał również za Boemunda swoją młodszą córkę Alicję.

#### Próba podboju Emiratu Damasceńskiego
Lata 1126–1128, poza interwencją króla w Syrii mającą na celu zażegnanie konfliktu między Joscelinem a Boemundem, minęły pokojowo, dzięki czemu Baldwin mógł skupić się na sprawach wewnętrznych królestwa, w tym na kwestii sukcesji. Po tym, jak przybyły z Europy Fulko Andegaweński wziął ślub z Melisandą, zostając tym samym uznanym za oficjalnego następcę tronu, Baldwin postanowił przystąpić do realizacji drugiego, po pokonaniu Artukidów, z wielkich celów swego panowania – podboju Emiratu Damasceńskiego, od lat będącego głównym rywalem dla Królestwa Jerozolimy. Po śmierci Tughtakina 12 lutego 1128 nowym atabegiem Damaszku został jego syn, Tadż al-Mulk Buri. Na wieść o tym do Europy wyruszył z rozkazu Baldwina wielki mistrz templariuszy Hugon z Payens z zadaniem rekrutacji ochotników do uczestnictwa w wielkiej wyprawie mającej na celu zdobycie Damaszku. Dzięki porozumieniu z asasynami oddziały jerozolimskie mogły zająć Banjas, odtąd będący nową bazą wypadową do ataku na terytorium muzułmańskie.
Swoją wyprawę rozpoczął Baldwin na początku listopada 1129, w towarzystwie Fulka, na czele armii jerozolimskiej wzmocnionej przez ochotników z Europy. Przemieścił się do Banjasu, po czym ruszył bezpośrednio na Damaszek, docierając aż do Mostu Drewnianego, położonego około dziesięć kilometrów od miasta, gdzie rozłożył się obozem. Buri również wyprowadził swoje wszystkie wojska, lokując je naprzeciwko armii chrześcijańskiej, czekając na posunięcia Baldwina. Obie strony stały w miejscu przez kilka dni. Przygotowując się do okrążenia Damaszku i pełnego oblężenia, król wysłał część oddziałów pod dowództwem Wilhelma z Bures, by zabezpieczyły okolicę oraz zdobyły żywność i zaopatrzenie dla głównego obozu. Jednak Buri, dowiedziawszy się o rozprężeniu panującym wśród rycerzy europejskich znajdujących się pod rozkazami Wilhelma, pod koniec listopada wysłał przeciwko nim konnicę turkmeńską, która rozbiła tę część wojsk chrześcijańskich.
W tej sytuacji Baldwin postanowił wykorzystać tę klęską do uzyskania przewagi i jak najprędzej uderzyć na armię muzułmańską pełnymi siłami, póki ta świętowała niedawne zwycięstwo. Te plany pokrzyżowała mu jednak fatalna pogoda, ulewnymi opadami czyniąc okolicę grząską i niesprzyjającą do walki dla ciężko uzbrojonych łacinników. Baldwin bardzo niechętnie wycofał się do Palestyny i zrezygnował z podboju Damaszku.

#### Ostatnia interwencja w sprawy syryjskie
Po tym, jak w lutym 1130 roku Boemund II został zabity podczas wojny z Księstwem Małej Armenii w wyniku niespodziewanego ataku wojsk sprzymierzonych z cylicyjskimi Ormianami Daniszmendydów, w Księstwie Antiochii zapanował chaos. Następstwo tronu prawnie należało się córce Boemunda, paroletniej Konstancji. Choć nie został wyznaczony pełnoprawny regent, rządy w księstwie samowolnie przejęła księżna Alicja, co jednak spotkało się z powszechnym niezadowoleniem. Dowiedziawszy się o tych wydarzeniach, Baldwin natychmiast wyruszył z wojskami do Syrii, zabierając ze sobą także Fulka. W strachu przed utratą władzy Alicja porozumiała się z Zengim, nowym atabegiem Aleppa, prosząc o pomoc zbrojną w zamian za hołd lenny. Poselstwo nie zdołało dotrzeć do celu, gdyż w drodze oddziały królewskie pochwyciły emisariusza i go powiesiły. Wezwawszy na pomoc Joscelina z armią Hrabstwa Edessy, Baldwin przystąpił do oblężenia Antiochii. Do bezpośredniego szturmu nie doszło, ponieważ po kilku dniach rycerz Wilhelm z Aversy oraz mnich Piotr Latyn potajemnie otworzyli mu bramy miasta. Nawet wówczas Alicja nie chciała się poddać i zabarykadowała się w cytadeli. Opuściła ją dopiero po tym, jak zagwarantowano jej nietykalność. Baldwin odbył rozmowę z córką, w czasie której, wzruszony zademonstrowanym przez nią żalem, postanowił wybaczyć jej winy. Skazał ją jednak na dożywotnie wygnanie w Laodycei i Dżabali, nadanymi jej na własność jeszcze przez Boemunda II. Następnie król uregulował sprawy wewnętrzne księstwa, zagwarantował poparcie rycerstwa dla małoletniej Konstancji, a jako suzeren przejął rządy regencyjne we własne ręce, co w jego imieniu, wraz z opieką nad wnuczką miał czynić hrabia Joscelin. W drogę powrotną do Jerozolimy Baldwin wyruszył dopiero latem 1130.

## Śmierć i jej okoliczności
Do końca roku 1130 Baldwin nie opuszczał Palestyny. Jego zły stan zdrowia, spowodowany ciągłym stresem i wyczerpaniem nieustannymi wyprawami wojennymi, ulegał stopniowemu pogorszeniu, aż w końcu w sierpniu 1131 król przeniósł się do rezydencji patriarchy, przyległej do bazyliki Grobu Świętego, by móc jeszcze częściej uczestniczyć w nabożeństwach. 21 sierpnia 1131, przeczuwając rychłą śmierć, zawezwał przed swoje łoże najważniejsze osobistości Królestwa Jerozolimskiego, Fulka i Melisandę, a także wnuka, późniejszego Baldwina III. Udzieliwszy błogosławieństwa Fulkowi i Melisandzie, wymógł na wszystkich zgromadzonych uznanie ich dwojga za suzerenów. Następnie został przyjęty do grona Kanoników Grobu Bożego, na znak czego przyodziano go w habit zakonny. Król zmarł krótko po tej ceremonii i został pochowany w bazylice Grobu Świętego. W całym królestwie ogłoszono powszechną żałobę.

### Sytuacja w Outremerze w chwili śmierci Baldwina II
Gdy Baldwin II umierał, sytuacja, jaką pozostawiał na Bliskim Wschodzie, była dla łacinników z pewnością dużo korzystniejsza, niż gdy obejmował tron. Królestwo Jerozolimskie rozwijało się prężnie, a choć nie powiększyło się o wiele nowych ziem, to wśród nabytków znalazł się niezwykle ważny Tyr (mimo że nominalnie należał do Hrabstwa Trypolisu), zaś Askalon, stanowiący ostatni przyczółek muzułmanów w Palestynie, znajdował się pod ciągłą presją wojskową ze strony chrześcijan. Od strony morza królestwo było dobrze zabezpieczone ze względu na silne garnizony utrzymywane we wszystkich miastach portowych, natomiast za zabezpieczenie pozostałych granic, bardziej narażonych na ataki, odpowiadali Templariusze i Joannici, którzy za czasów Baldwina II urośli do znacznej potęgi. Na skutek wydarzeń ostatnich lat stało się jasnym dla łacinników, iż znacznie większe zagrożenie stanowią dla nich Turcy seldżuccy z północnego wschodu, z którymi to Baldwin wojował przez większą część panowania. Kalifat Fatymidów, choć wciąż niebezpieczny, nie był w stanie dokonać jakiejkolwiek większej inwazji na terytorium królestwa i wyjść z niej zwycięsko. Groźniejszy był Emirat Damasceński, jednak również i on musiał w ostatnich latach przejść do defensywy, zwłaszcza po śmierci Tughtakina. Dzięki zdobyczom terytorialnym łacinników szlaki z Jerozolimy do Antiochii stały się bezpieczniejsze, a bogate, rozwinięte Hrabstwo Trypolisu czuwało nad bezpieczeństwem obszarów Libanu. Główny cel polityki zagranicznej Baldwina, czyli pokonanie dynastii Artukidów, został w gruncie rzeczy zrealizowany, gdyż Artukidzi utracili zarówno swe dawne znaczenie, jak i posiadłości. Nie zapewniło to jednak bezpieczeństwa Księstwu Antiochii i Hrabstwu Edessy, ponieważ w Syrii pojawił się nowy, dużo silniejszy przeciwnik, jakim był Zengi, który zdołał zjednoczyć znaczną część lokalnych władców tureckich. Mimo regularnych wypraw wojennych do Syrii Baldwinowi nie udało się w pełni podporządkować tamtejszych muzułmanów, co stwarzało ogromne zagrożenie zwłaszcza dla Edessy i ziem na wschód od Eufratu.
Największym osiągnięciem Baldwina wydaje się być kontynuowanie polityki jego poprzednika, Baldwina I z Boulogne, polegającej na budowie autorytetu króla Jerozolimy jako suzerena wszystkich łacinników na Bliskim Wschodzie, co wyrażało się w organizowaniu wspólnych wypraw wojennych, prowadzeniu arbitrażu w razie waśni, interweniowaniu w ich sprawy wewnętrzne (jak w przypadku rządów regencyjnych w Antiochii i Edessie) oraz zdolności do udzielenia błyskawicznej pomocy wojskowej w razie jakiegokolwiek zagrożenia.

## Żona i potomstwo
Baldwin poślubił Ormiankę Morfię, córkę Gabriela z Meliteny. Według źródeł, prowadzili oboje nieskazitelne życie małżeńskie i byli uznawani za wyjątkowo szczęśliwą parę. Z ich małżeństwa pochodziły cztery córki:
- Melisanda, poślubiła hrabiego Andegawenii Fulka, wspólnie z nim przyjmując tytuł króla Jerozolimy;
- Alicja, księżna Antiochii, poślubiła księcia Antiochii Boemunda II, później skazana na wygnanie;
- Hodierna (ok. 1110–ok. 1164), hrabina Trypolisu, poślubiła hrabiego Trypolisu Rajmunda II;
- Jowita (ok. 1120–ok. 1170), przeorysza ufundowanego przez najstarszą z sióstr klasztoru w Betanii.